# هزار و یک شب (فیلم ۱۹۴۵)
هزار و یک شب (انگلیسی: A Thousand and One Nights) یک فیلم فانتزی به کارگردانی آلفرد گرین محصول سال ۱۹۴۵ کشور ایالات متحده آمریکا است.
این فیلم نامزد جایزه اسکار بهترین طراحی صحنه و جایزه اسکار بهترین جلوه‌های تصویری شده است.

## بازیگران
- اولین کیز در نقش Babs, the Genie
- فیل سیلورز در نقش Abdullah
- ادل جرگنز در نقش Princess Armina
- کورنل وایلد در نقش Aladdin
- داستی اندرسون در نقش Novira
- Dennis Hoey در نقش Sultan Kamar Al-Kir and Prince Hadji
- فیلیپ فن زانت در نقش Grand Wazir Abu-Hassan
- گاس شیلینگ در نقش Jafar
- نستور پایوا در نقش Kahim
- رکس اینگرام (هنرپیشه) در نقش a Giant
- Richard Hale در نقش Kofir
- جان ابوت (بازیگر) در نقش Ali

در عنوان‌بندی نیامده
- شلی وینترز در نقش a Harem Girl
- نینا فوخ در نقش a Harem Girl